# Josef Henselmann
Pour les articles homonymes, voir Henselmann.
Josef Henselmann (1898-1987) est un sculpteur et plasticien allemand.

## Biographie
Josef Henselmann a grandi à Laiz. Il a fréquenté le Lycée de Sigmaringen, puis a obtenu un diplôme de sculpteur dans l'atelier du sculpteur Franz Xaver Marmon. Il prend part à la Première Guerre mondiale jusqu'en 1917 en tant que sous-officier où il a été grièvement blessé.
De 1921 à 1928, il a étudié à l'Académie des beaux-arts de Munich. Ses professeurs étaient les sculpteurs Hermann Hahn (de) et Karl Killer (de). Pour la sculpture de Furcht/Peur, il a reçu son premier prix. En 1930, il a participé, avec une statue en bois de deux mètres de haut représentant le dieu forestier Sylvanus, à la Künstlerbund-Exposition à Stuttgart. Henselmann a reçu pour ces œuvres figuratives singulières le prix de la Villa Romana, comportant une bourse d'études à Florence.
Henselmann dirige à partir de 1933, les cours de construction et d'art religieux à l'École des beaux-arts de Munich. En 1936, il est titulaire d'une chaire, il est ainsi devenu le plus jeune professeur d'art de Munich.
Il participe à la reconstruction difficile dans la période d'après-guerre de l'Académie des beaux-arts de Munich où Henselmann est désormais professeur de sculpture. Parmi ses élèves, on trouve Leopold Hafner et Anton Rückel. En juillet 1948, il est sélectionné par le Collège de l'Académie de Munich pour succéder l'ancien Recteur, poste qu'il occupe de 1948 à 1957. En 1963, il est de nouveau président de l'Académie mais dans la situation de 1968, il démissionne de ce poste.
Henselmann est marié avec la peintre Marianne Henselmann, née Euler (* 1903 à Aschaffenbourg; † 2002 à Munich), avec qui il eut deux enfants. Un petit-fils d'Henselmann est Josef Alexander Henselmann (de), qui travaille également en tant que sculpteur.
Josef Henselmann est membre de la Deutscher Künstlerbund.

## Œuvres

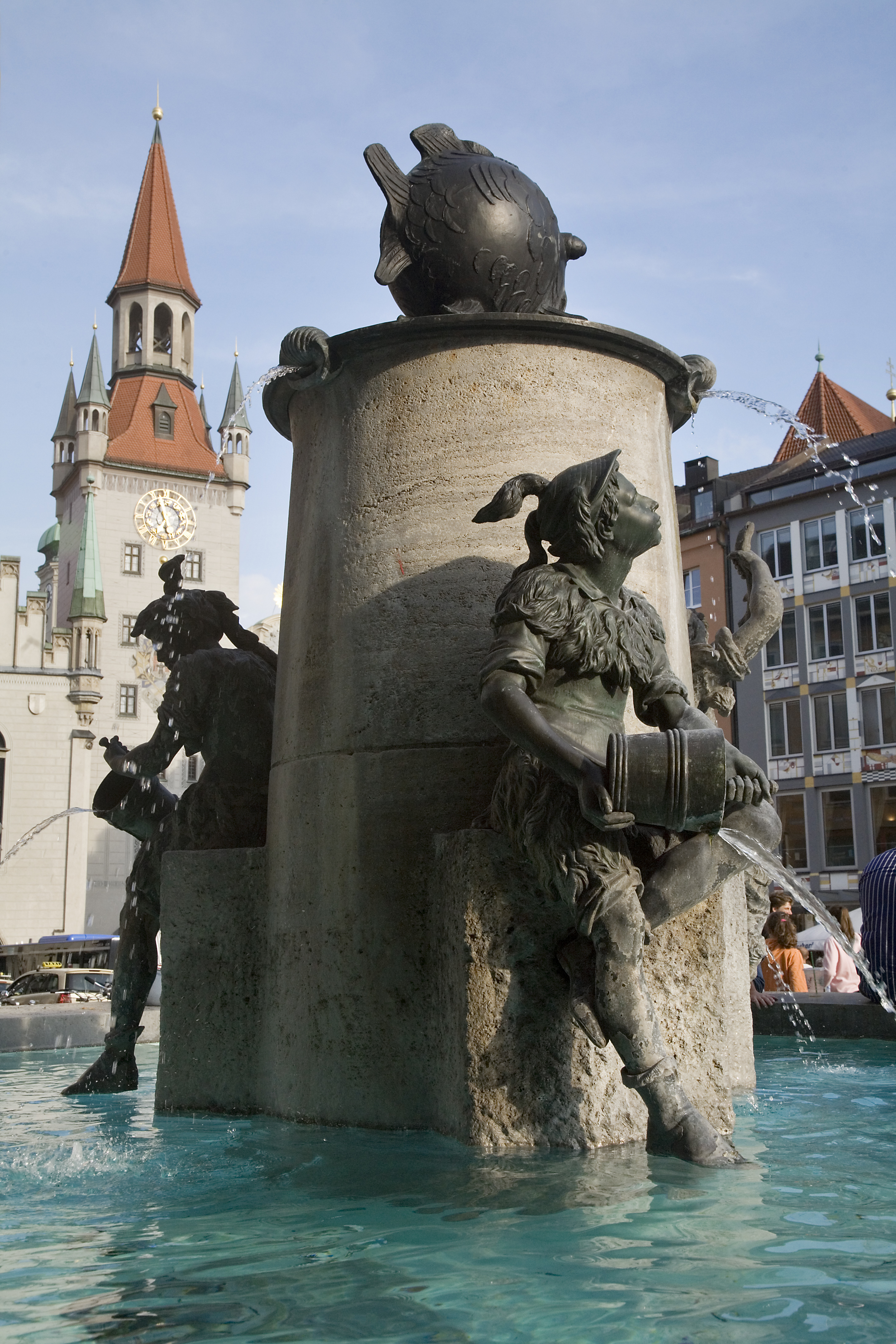
Fischbrunnen, sur la Marienplatz à Munich

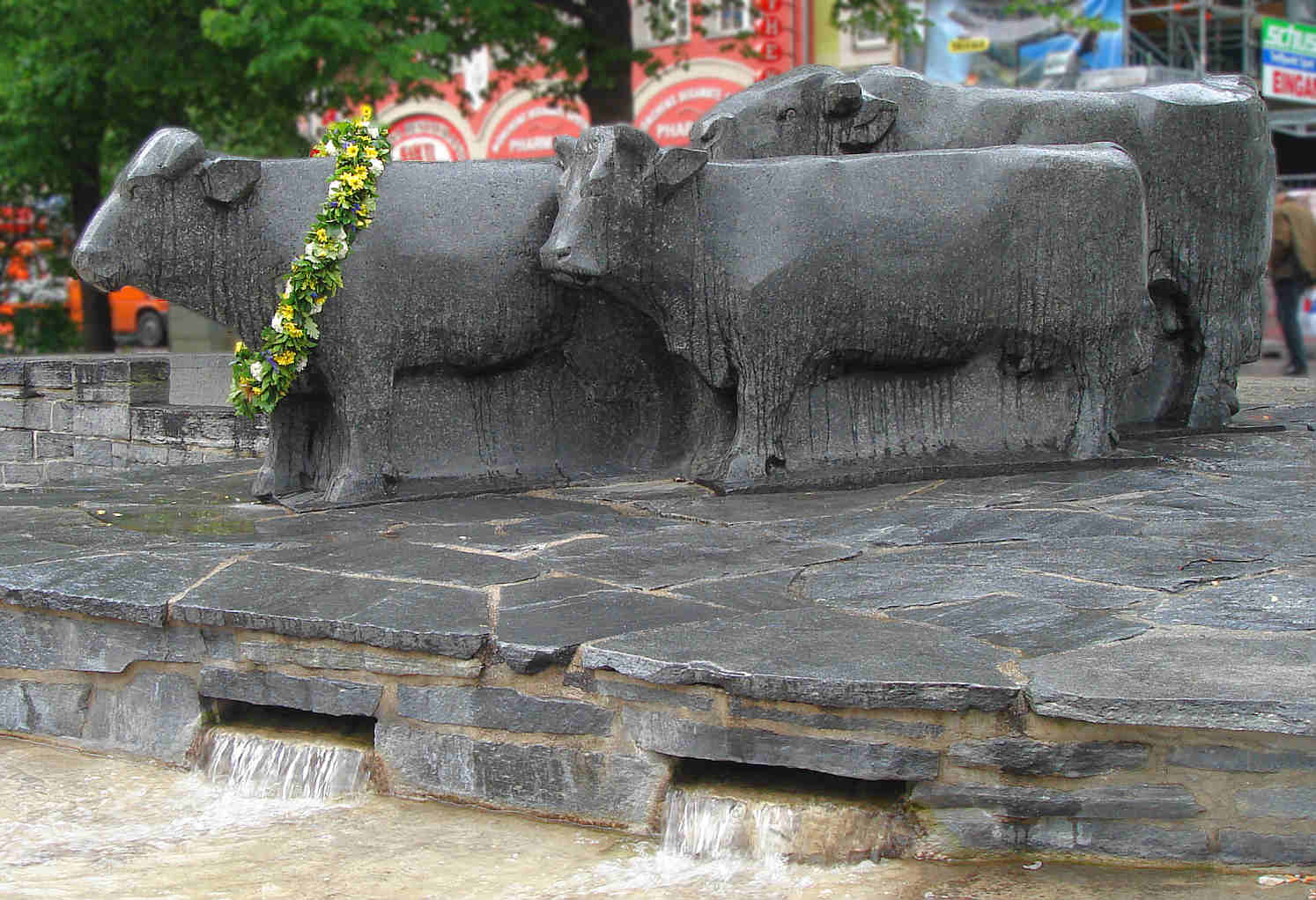
Rindermarktbrunnen

- Autel, cathédrale Saint-Étienne de Passau, en 1954
- Groupe en bronze avec la Crucifixion, les 12 Apôtres et personnages de l'ancien testament, cathédrale d'Augsbourg à Augsbourg
- Grand crucifix, cathédrale Notre-Dame de Munich.
- Fischbrunnen (Marienplatz, Munich), 1954, Calcaire, Bronze
- Moses-Brunnen (Cour de la Maxburg, Munich), 1955, Granit (Monolithe), Bronze[3]
- Rindermarktbrunnen (Marché aux Bestiaux, Munich), 1964, Granit[4]
- Saint-Benno Brunnen, (Frauenplatz, Munich), 1972
- Vierjahreszeitenbrunnen, Sigmaringen, 1979
- Christophe de Lycie sur le pont sur le Danube à Laiz,
- Christophe, Prinzregentenstraße à Munich,
- Der Rufer/Le Prédicateur, le monument aux morts à Scheer/Danube,
- les Hygie à Bad Tölz, et
- le Bad Säckingen.

## Prix et distinctions
Henselmann a remporté des prix artistiques et a obtenu une grande médaille :
- 1925 : le grand prix de l'Académie prussienne des arts
- 1956 : Oberschwäbischer Kunstpreis (de)
- 1957 : Förderpreis für Bildende Kunst der Landeshauptstadt München (de)
- 1958 : ordre bavarois du Mérite
- 1958 : citoyen d'honneur de sa ville Laiz, aujourd'hui quartier de Sigmaringen
- 1981 : Ordre bavarois de Maximilien pour la science et l'art
- 1984 : Kultureller Ehrenpreis der Landeshauptstadt München (de), prix d'honneur culturel de la ville de Munich

## Traitement muséal
Quand Henselmann décède en 1987 à Munich, sa fille Margaret et son mari Lothar Henselmann créent une collection à Munich. En 1997 Lothar Henselmann achète l'ancien Siechenhaus de Laiz et après rénovation y expose la collection ainsi que des photos de l'épouse Marianne